# Bulbophyllum stormii
Bulbophyllum stormii är en orkidéart som beskrevs av Johannes Jacobus Smith. Bulbophyllum stormii ingår i släktet Bulbophyllum och familjen orkidéer. Inga underarter finns listade i Catalogue of Life.